# Flavio Briatore
Flavio Briatore, né le 12 avril 1950 à Verzuolo, est un homme d'affaires italien, directeur commercial de Benetton puis directeur des écuries de Formule 1 Benetton Formula de 1989 à 1997 et Renault F1 Team de 2000 à 2009, fondateur de Billionaire Couture en 2005.
Sous sa direction, les écuries Benetton Formula et Renault F1 Team remportent le titre de champion du monde des constructeurs en 1995, 2005 et 2006. Déclaré coupable de tricherie lors du Grand Prix de Singapour 2008, il est exclu du monde de la Formule 1 mais cette décision sera ensuite annulée par la justice française. 
Depuis le 6 mai 2025, il occupe la fonction de directeur d'équipe au sein de l'écurie française Alpine F1 Team.

## Biographie

### Carrière professionnelle

#### Jeunesse et débuts
Fils d'une famille d'instituteurs, Flavio Briatore termine ses études avec un diplôme de géomètre. Il commence à travailler au début des années 1970 comme moniteur de ski et gère un restaurant avant de devenir l'assistant de l'homme d'affaires Attilio Dutto.

#### Directeur commercial de Benetton
Flavio Briatore s'établit à Milan au milieu des années 1970, où il travaille à la bourse. Il rencontre Luciano Benetton, le fondateur de la marque de prêt-à-porter qui porte son nom. Au début des années 1980, tandis que la marque est en pleine expansion, Luciano charge Flavio Briatore d'établir United Colors of Benetton aux États-Unis. L'offensive sur le marché américain s'avère être une grande réussite.

#### Directeur de l'écurie Benetton Formula (1989-1997)

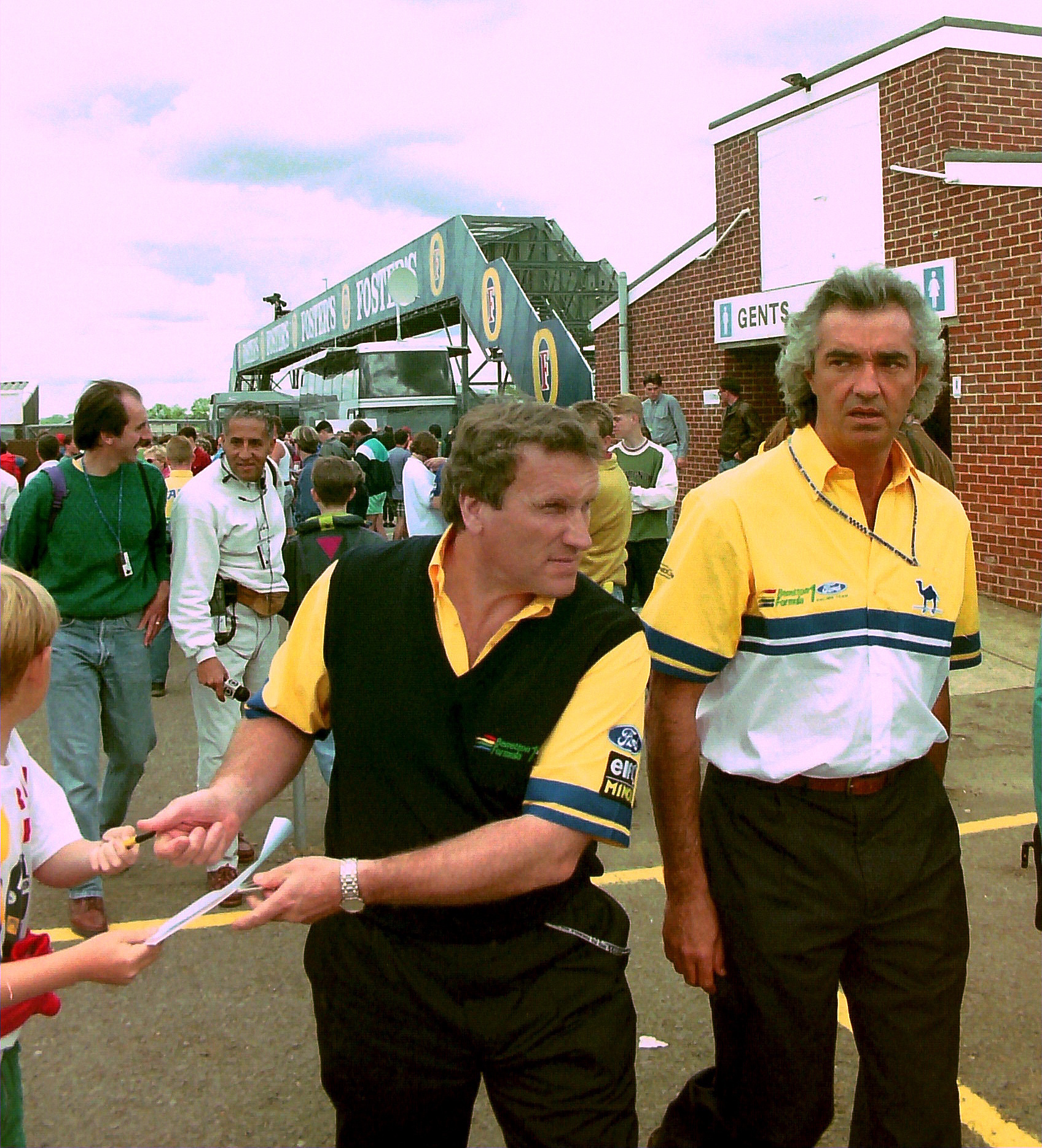
Tom Walkinshaw et Flavio Briatore en 1993.

À la fin de la saison 1988, Luciano Benetton (qui depuis 1986 et le rachat de l'écurie Toleman possède son écurie de Formule 1) invite Briatore à assister à son premier Grand Prix de Formule 1 en Australie. Même si Briatore ne se montre que moyennement séduit par la discipline, il accepte l'offre de Luciano de devenir le directeur commercial de l'écurie Benetton Formula à partir de 1989. Rapidement, Flavio Briatore entre en conflit avec Peter Collins, le directeur de l'écurie, qu'il pousse vers la sortie ; courant 1989, Briatore devient le nouveau directeur de Benetton Formula.
Rapidement, il opère quelques choix spectaculaires, comme le recrutement fin 1989 du célèbre ingénieur John Barnard ainsi que du triple champion du monde de Formule 1 Nelson Piquet. Mais c'est surtout à partir de 1991 et l'engagement de Tom Walkinshaw (qui lui-même recrute l'ingénieur Ross Brawn puis peu après Michael Schumacher) que l'écurie Benetton établit les bases de sa future domination. En 1994, Michael Schumacher offre à Benetton son premier titre mondial des pilotes (Championnat du monde de Formule 1 1994). Puis en 1995, Schumacher remporte un second titre des pilotes tandis que Benetton est également sacré au championnat du monde des constructeurs (Championnat du monde de Formule 1 1995). Mais fin 1995, le départ de Schumacher (suivi un an plus tard par le duo d'ingénieurs Ross Brawn et Rory Byrne) entraîne Benetton sur le déclin.

#### Achat de Ligier et Minardi (1994-1996)
Au printemps 1994, tandis que Benetton file vers son premier titre mondial, Flavio Briatore rachète l'écurie française Ligier. Le but de la manœuvre est de récupérer, au bénéfice de Benetton, le contrat qui lie Ligier au motoriste Renault. Après avoir tenté en 1996 de céder l'équipe à Tom Walkinshaw, Briatore revend Ligier, en février 1997, à Alain Prost qui rebaptise l'écurie Prost Grand Prix.
En 1996, Flavio Briatore rachète également des parts de la Scuderia Minardi mais, en raison d'un désaccord avec les autres actionnaires de l'écurie, les revend rapidement à Gabriele Rumi (en).
Durant cette période Flavio Briatore se lance également dans le management de pilotes. En 1996, il lance les carrières de ses compatriotes Jarno Trulli et Giancarlo Fisichella. Plus tard, il prend sous son aile l'Espagnol Fernando Alonso, l'Australien Mark Webber et l'espoir finlandais Heikki Kovalainen.
Fin 1997, l'équipe Benetton, dont les résultats sportifs sont de plus en plus décevants, remplace Briatore par le Britannique David Richards. Briatore ne reste pas longtemps éloigné du monde de la Formule 1 puisqu'il met à profit ses bonnes relations avec Renault (motoriste officiel de Benetton de 1995 à 1997) pour fonder la marque Supertec, destinée à fournir moyennant finances aux équipes qui le souhaitent les V10 de Renault. Les équipes Williams, Benetton, BAR et Arrows utilisent ainsi les moteurs Supertec.

#### Directeur de Renault F1 Team (2000-2009)

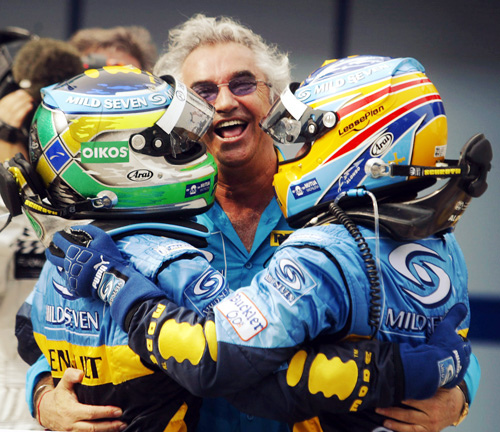
En 2006 à Sepang, Fisichella remporte la course devant son coéquipier Alonso qui termine second.

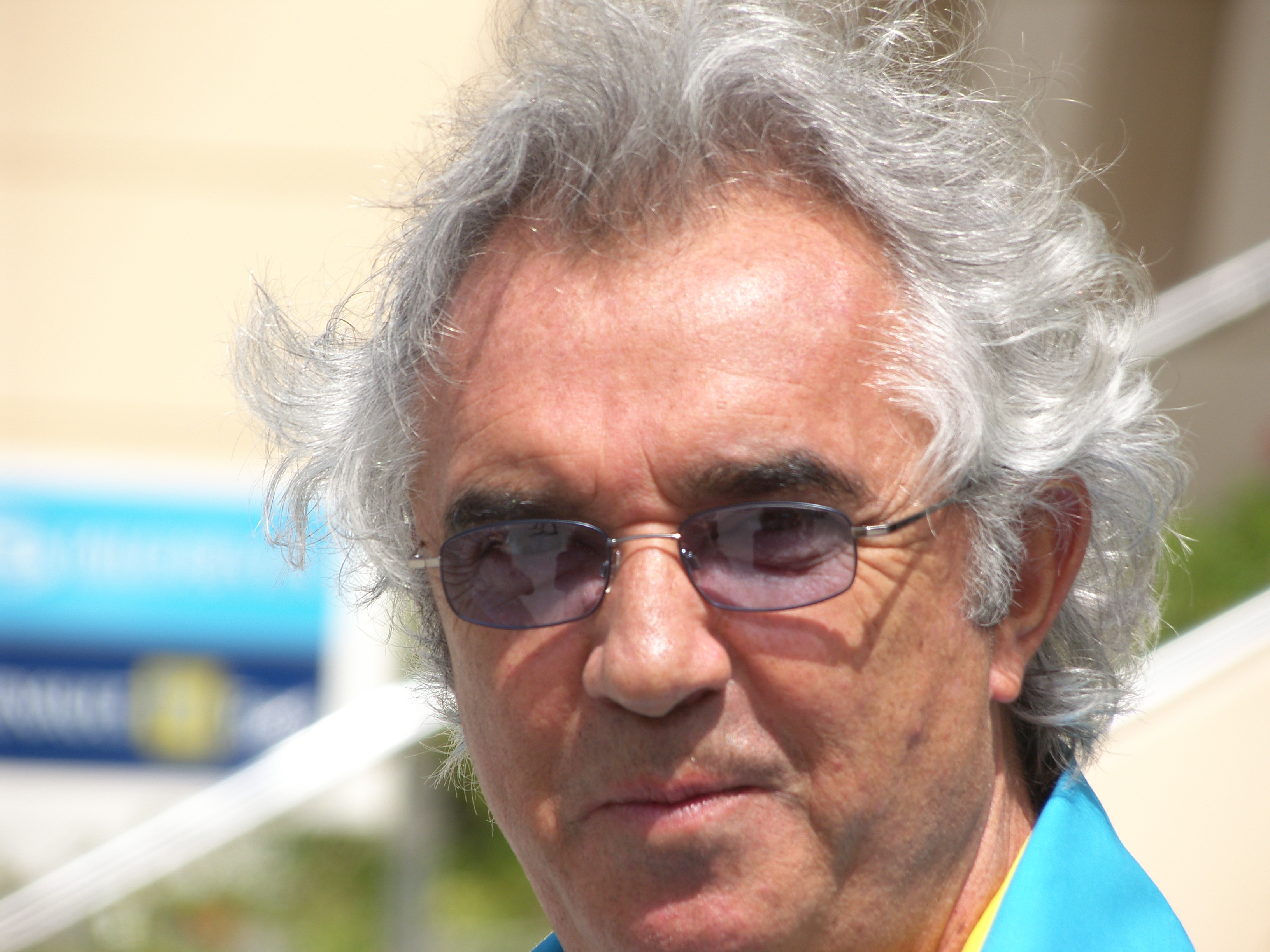
Sous la direction de Flavio Briatore, Renault F1 Team remporte ses deux premiers titres de champion du monde des constructeurs en 2005 et 2006.

Flavio Briatore effectue son retour en Formule 1 par la grande porte début 2000, lorsque la firme française Renault rachète l'écurie Benetton. Renault nomme immédiatement Briatore à la tête de Renault Sport UK, l'antenne britannique de l'écurie, à Enstone (qui restera encore officiellement engagée en F1 sous le nom de Benetton jusqu'à fin 2001, avant de prendre le nom de Renault F1 Team). 
En 2003, Renault confie à Briatore la tête de la branche française de l'équipe (située à Viry-Châtillon). Sous sa direction, l'écurie Renault remporte les deux titres mondiaux en 2005 puis en 2006.
En 2007, il a la lourde tâche de faire gagner son équipe sans Alonso. En 2008, après une expérience mitigée au sein de l'écurie McLaren Racing, Alonso revient chez Renault. Si les premiers Grands prix de la saison ne sont pas à la hauteur des espérances du manager italien, Fernando Alonso s'impose lors du premier Grand Prix nocturne de l'histoire de la Formule 1 à Singapour et lance véritablement la saison de l'équipe française ; il s'impose aussi au Grand prix suivant, au Japon.

#### Une carrière interrompue par un scandale (2009)
Au cours du Grand Prix de Belgique du 30 août 2009, la chaîne de télévision brésilienne TV Globo révèle qu'elle dispose d'informations prouvant que Flavio Briatore a demandé à Nelsinho Piquet d'« accidenter » volontairement sa monoplace lors du Grand Prix de Singapour 2008 pour provoquer la sortie de la voiture de sécurité et favoriser la victoire de son coéquipier Fernando Alonso. La tricherie est planifiée de la façon suivante, sans que Fernando Alonso soit impliqué : ce dernier, qui roule en onzième position, rentre le premier au stand pour ravitailler au douzième tour. Il reprend la piste en queue de peloton et, dans la boucle suivante, Nelsinho Piquet écrase sa monoplace dans le mur au virage no 17. Lorsque la voiture de sécurité sort, tous les pilotes en profitent pour aller ravitailler à leur tour et Alonso se retrouve en tête derrière elle avant de l'emporter. 
À la suite de ces allégations, la FIA ouvre une enquête et convoque les responsables de l'équipe le 21 septembre 2009. Le 16 septembre 2009, l'écurie Renault F1 Team annonce qu'elle se sépare de son manager Flavio Briatore et de son directeur exécutif d'ingénierie Pat Symonds, implicitement reconnus responsables des faits de tricherie du Grand Prix de Singapour 2008.

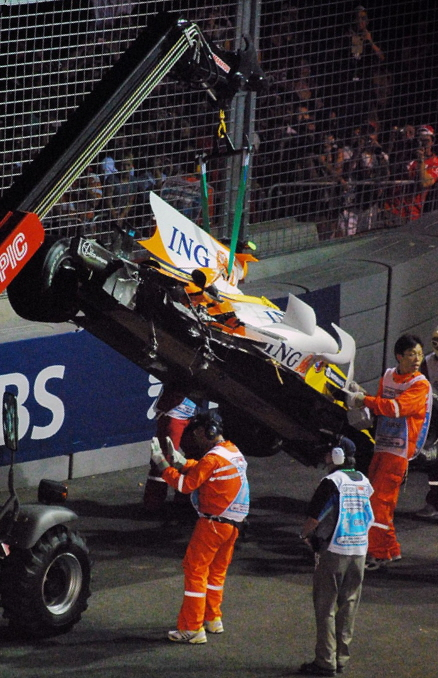
La monoplace de Nelsinho Piquet, volontairement « crashée » par son pilote afin de favoriser le résultat de son coéquipier Alonso

Le 21 septembre, le tribunal de la FIA énonce son verdict : « À l'occasion d'une réunion extraordinaire du Conseil Mondial du Sport Automobile tenue à Paris le 21 septembre 2009, ING Renault F1 Team a reconnu que l'équipe avait planifié avec son pilote Nelson Piquet Jr de causer délibérément un accident lors du Grand Prix de Singapour 2008, allant à l'encontre du Code Sportif International et de la Règlementation Sportive de la F1. Renault F1 a déclaré lors de l'audience avoir mené une enquête interne qui a trouvé que Flavio Briatore, Pat Symonds et Nelson Piquet Jr avaient conspiré de causer un accident et qu'aucune autre personne de l'équipe n'était impliquée dans la manigance. »
À l'issue de la délibération du Conseil Mondial du Sport Automobile, Flavio Briatore et Pat Symonds sont reconnus coupables de tricherie ; Briatore est radié à vie du monde de la Formule 1 et de tout sport régi par la FIA, et Symonds écope d'une exclusion de cinq ans. L'écurie Renault, quant à elle, est suspendue à vie avec sursis. Toutefois, cette disqualification ne sera prononcée que si l'écurie Renault est jugée coupable de faits similaires d'ici à la fin de la saison 2011.
Le 18 octobre 2009, Flavio Briatore confirme qu'il entend obtenir l'annulation de sa radiation à vie prononcée en septembre. Il veut saisir le tribunal de grande instance de Paris, où siège la FIA, car il estime que l’absence de limite dans le temps de la sanction infligée est contraire à la jurisprudence de la Cour européenne des droits de l’homme. D'autre part, il remet en cause l'impartialité du jugement car le président du tribunal de la FIA, Max Mosley, est depuis longtemps un de ses détracteurs. Bernie Ecclestone et Luca di Montezemolo, président de Ferrari estiment également que la sanction infligée est trop sévère.
Le 5 janvier 2010, le tribunal de grande instance de Paris donne raison à l'Italien qui contestait sa radiation à vie. La décision de la FIA est jugée irrégulière par la juridiction française qui annule la radiation à vie et la condamne à 15 000 euros de dommages et intérêts. Le TGI a également enjoint à la FIA de notifier à ses membres et licenciés le retrait de ces dispositions dans les quinze jours, sous astreinte de 10 000 euros par jour de retard. Le jugement doit aussi être publié dans la presse. L'ancien directeur technique Pat Symonds, suspendu pour cinq ans, obtient également gain de cause et 5 000 € d'indemnités,. 
Le 11 janvier 2010, la FIA décide de faire appel de la décision. Après négociation amiable avec la FIA, Briatore et Symonds s'engagent à ne plus avoir de « fonction opérationnelle » en Formule 1 jusqu’au 31 décembre 2012 et à renoncer à leurs indemnités. En contrepartie, la FIA renonce à faire appel le 12 avril 2010.

#### Consultant exécutif et directeur d'équipe d'Alpine F1 Team (2024-)
Le 21 juin 2024, en marge du Grand Prix d'Espagne, Alpine F1 Team annonce le retour de Flavio Briatore au poste de conseiller exécutif dans un contexte difficile pour l'écurie au niveau sportif. Briatore déclare vouloir « ramener la culture de la gagne. C'est ça qui m'a permis de gagner avec Renault et Benetton. ». Le 6 mai 2025, il effectue son retour à la tête de l'écurie basée à Enstone en tant que directeur d'équipe à la suite du départ d'Oliver Oakes.

#### Autres activités professionnelles
En 1997, Flavio Briatore crée, à Porto Cervo en Sardaigne, un des night-clubs les plus luxueux de la planète sous le nom de Billionaire. Selon l'enquête Swissleaks révélant en 2015 le système de fraude fiscale internationale mis en place par la banque HSBC, Briatore aurait possédé neuf comptes au sein de cette banque sur lesquels ont transité jusqu'à 73 millions de dollars entre 2006 et 2007. Selon le journal L'Espresso, son exploitation de plusieurs restaurants et établissements de nuit en partenariat avec des personnages sulfureux a conduit à la confiscation du restaurant Assunta madre par les autorités italiennes.
En 2005, il lance Billionaire Couture, sa collection de mode pour hommes, en s'associant avec le couturier italien Angelo Galasso.
Le 1er septembre 2007, il devient propriétaire, avec Bernie Ecclestone, du club de football anglais des Queens Park Rangers qui évolue en Championnat d'Angleterre de football. Il le revend en 2011 à Tony Fernandes, alors propriétaire de l'équipe de Formule 1 Team Lotus.

## Vie privée
En 1998, Briatore se fiance au mannequin Naomi Campbell. En mars 2003, il fréquente la top model Heidi Klum ; en décembre, elle annonce sa grossesse. Peu après, Briatore est photographié embrassant Fiona Swarovski : le couple se sépare puis Heidi Klum sort avec le musicien Seal. Elle donne naissance à Helene « Leni » Klum en mai 2004 à New York et accuse Flavio Briatore de ne pas s'impliquer dans la vie de l'enfant, soulignant que « Seal est le père de Leni. » En 2009, Flavio Briatore autorise Seal à adopter sa fille et à changer son nom pour Hélène Samuel.
Il a en outre été en couple[Quand ?] avec la Kazakhe Goga Ashkenazi[source insuffisante]. Il a été marié à l’actrice et mannequin Elisabetta Gregoraci (en) de 2008 à fin 2017 : ils ont eu un fils, Falco, né à Nice en 2010.
Le 24 août 2020, après avoir contracté la Covid-19, il est hospitalisé à Milan dans un état sérieux.
En octobre 2021, son nom est cité dans les Pandora Papers.